# (10031) Vladarnolda
(10031) Vladarnolda es un asteroide perteneciente al cinturón de asteroides descubierto el 7 de septiembre de 1981 por Liudmila Gueorguievna Karachkina desde el Observatorio Astrofísico de Crimea, en Naúchni.

## Designación y nombre
Vladarnolda fue designado inicialmente como 1981 RB2.
Posteriormente, en 2000, se nombró en honor del matemático soviético Vladímir Arnold (1937-2010).

## Características orbitales
Vladarnolda orbita a una distancia media de 2,588 ua del Sol, pudiendo alejarse hasta 3,107 ua y acercarse hasta 2,068 ua. Tiene una inclinación orbital de 12,94 grados y una excentricidad de 0,2008. Emplea en completar una órbita alrededor del Sol 1520 días. El movimiento de Vladarnolda sobre el fondo estelar es de 0,2368 grados por día.

## Características físicas
La magnitud absoluta de Vladarnolda es 12,8.